# Синявинская операция (1942)
Синявинская операция — наступательная операция войск Волховского и Ленинградского фронтов, проведённая  19 августа — 10 октября 1942 года против 18-й немецкой армии группы армий «Север» с целью прорыва блокады Ленинграда в ходе Великой Отечественной войны.
Несмотря на то, что проведённая операция не привела к прорыву блокады, советские войска своим наступлением не позволили противнику осуществить план захвата Ленинграда под кодовым наименованием «Северное сияние» (нем. «Nordlicht»), сковали значительные силы немецких войск и тем самым способствовали обороне Сталинграда и Северного Кавказа.

## Обстановка перед началом операции
Поражение в Любанской операции, которая закончилась катастрофой 2-й ударной армии, не заставило высшее советское командование хотя бы на время отказаться от наступательных планов в районе Ленинграда. Новая операция по прорыву блокады была намечена на вторую половину августа 1942 года. Помимо решения главной задачи, советские войска должны были своими активными действиями сковать основные силы группы армий «Север» и не позволить противнику перебрасывать резервы на Южное направление.
Советское командование, готовя операцию, не учитывало тот факт, что к концу лета 1942 года расклад сил в районе Ленинграда резко изменился и немецкие войска также готовятся к наступлению с конечной целью захватить город. Хотя советская разведка и установила «некоторые признаки накопления сил» противника в районе предстоящего наступления, установить, что группа армий «Север» была значительно усилена основными силами 11-й армии, переброшенной из Крыма, не удалось. Немецкое командование в свою очередь, располагая разведывательной информацией о готовящемся наступлении советских войск южнее Ладожского озера во второй половине августа, рассматривало его как «упреждающий удар» с целью сорвать штурм Ленинграда и рассчитывало отразить удар без привлечения сил, предназначенных для штурма города.

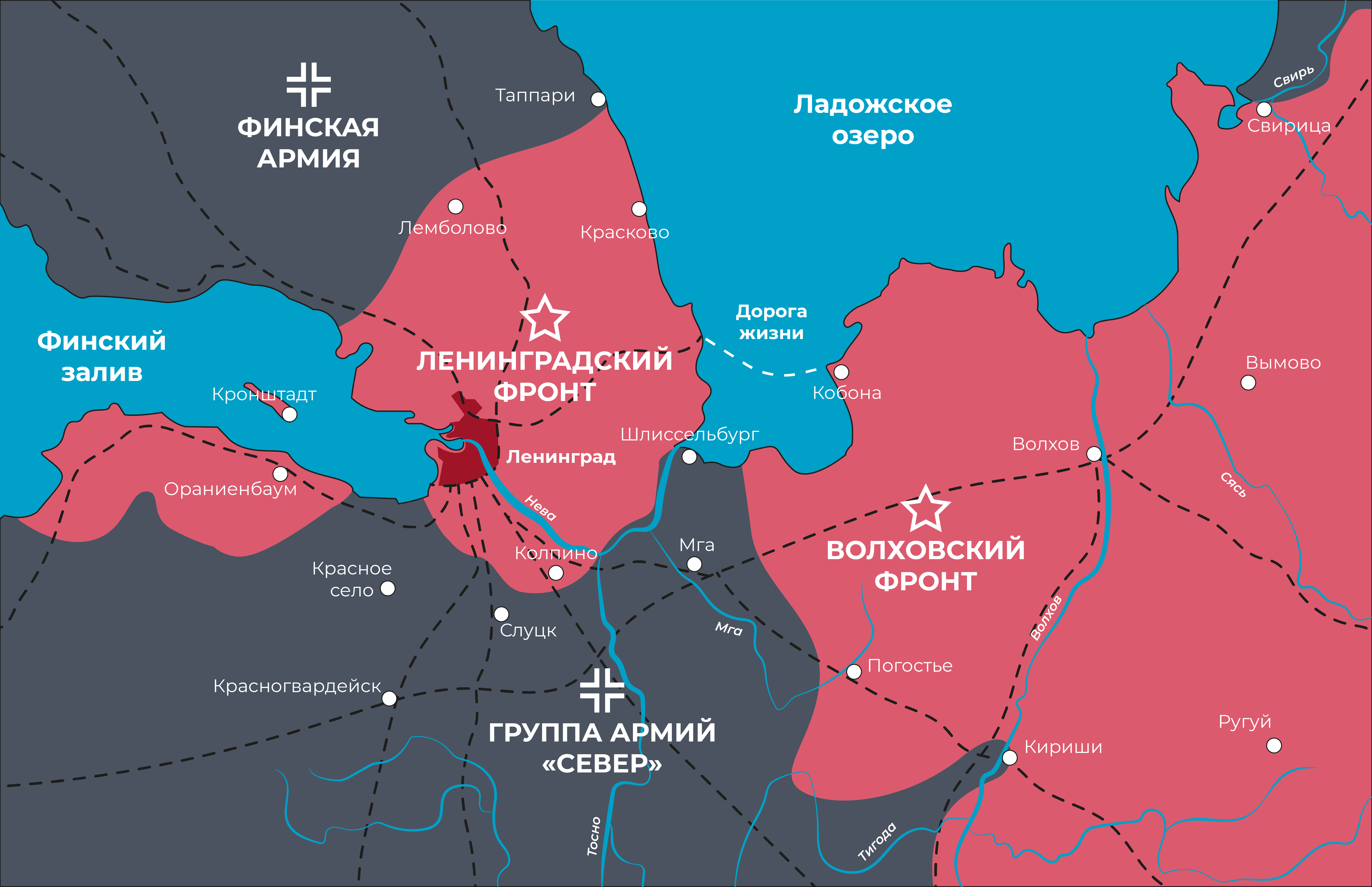
Линия фронта с мая 1942 года по январь 1943 года

Таким образом, летом 1942 года обе противоборствующие стороны готовились к проведению наступательных операций со стратегическими задачами, но при этом не обладали в полной мере информацией о планах друг друга.

## Немецкий план «Северное сияние»
В июле 1942 года, сразу после захвата Севастополя, немецкое командование приняло решение о проведении крупномасштабного наступления в районе Ленинграда с использованием высвободившихся сил 11-й армии.
23 июля в ставке А. Гитлера в Виннице состоялось совещание, по итогам которой была подписана директива № 45. В ней были обозначены задачи предстоящего наступления: на первом этапе — окружить Ленинград и установить связь с финской армией; на втором этапе — массированным артиллерийским огнём создать в городе зоны сплошного разрушения и очагов пожаров, парализовать тем самым тыл обороняющих город войск и затем овладеть Ленинградом. План получил наименование «Фойерцаубер» («Волшебный огонь»). Ориентировочной датой начала наступления было обозначено 14 сентября 1942 года.
Немецкое командование рассчитывало и на участие в предстоящем наступлении финских войск, но маршал Маннергейм занимал уклончивую позицию и был готов выступить «с небольшими силами и только с ограниченной задачей».
Согласно окончательному плану наступления, которое получило новое название «Северное сияние» (нем. «Nordlicht»), немецкие войска при массированной поддержке авиации и артиллерии должны были прорвать силами трёх армейских корпусов советскую оборону и выйти к южным окраинам города. После этого два армейских корпуса должны были повернуть на северо-восток, с ходу форсировать Неву, обойти город с востока, соединиться с финскими войсками на Карельском перешейке и, перерезав таким образом Дорогу жизни, полностью лишить Ленинград связи с «большой землёй». Немецкое командование в этом случае надеялось добиться захвата города быстро и без тяжёлых уличных боёв.

## План советского наступления
План предстоящего наступления, разработанный Военным советом Волховского фронта, был одобрен Ставкой ВГК в начале августа. Части Волховского фронта были в значительном количестве пополнены маршевыми ротами, танками, гвардейскими миномётными частями, а также получили в достаточном объёме боеприпасы и материально-технические средства.
Основной удар Волховский фронт должен был нанести на 15-километровом участке между Гонтовой Липкой и Вороново, прорвать оборону противника и наступать в направлении Синявино и Мги. После этого планировалось соединиться с войсками Ленинградского фронта, уничтожить мгинско-синявинскую группировку противника и, в конечном итоге, выйти на рубеж Дубровка — река Нева — Красный Бор.
Войска фронта, предназначенные для участия в операции, были построенные в три эшелона. Первый эшелон составляли соединения 8-й армии. Главный удар в направление Синявино наносил 6-й гвардейский стрелковый корпус генерала-майора С. Т. Биякова силами 4 стрелковых дивизий. Задачей остальных 3 стрелковых дивизий армии было обеспечение флангов ударной группировки.
Поддержку наступления 8-й армии осуществляли основная часть артиллерийских соединений фронта (всего около 1657 орудий и миномётов) и около 150 танков. Специально для уничтожения долговременных укреплений противника 8-й армии были выделены 4 отдельных огнемётных танковых батальона, вооружённых танками КВ-8 и ОТ-34.
Задачей соединений 4-го гвардейского стрелкового корпуса (командир — генерал-майор Н. А. Гаген), наступавших вторым эшелоном, было развитие наступления в направлении Мги, а 2-й ударной армии, составлявшей третий эшелон, предстояло соединиться с войсками Ленинградского фронта на линии Дубровка — Красный Бор и овладеть районом Ульяновка — Красный Бор.
Всего в наступлении Волховского фронта планировалось использовать, включая части выделенные в резерв фронта, 16 стрелковых дивизий, 10 стрелковых, 6 танковых бригад и 4 отдельных танковых батальона — всего около 150 тыс. солдат и офицеров.
Учитывая тот факт, что на направлении главного удара оборону держали всего 3 немецкие пехотные дивизии (227-я, 223-я и 207-я), советское командование рассчитывало быстро прорвать оборону противника и достигнуть Невы всего за 2—3 дня ещё до подхода немецких подкреплений.
Войска Ленинградского фронта своими активными действиями должны были способствовать наступлению Волховского фронта. Для этого планировалось нанести удар силами 55-й армии из района Колпино в направлении реки Тосна, а силами Невской оперативной группы форсировать Неву, и развивать наступление в направлении Синявино. Изначально наступление в полосе Невской оперативной группы не планировалось, но в начале сентября командование Ленинградского фронта всё-таки решило попытаться форсировать Неву и наступать по кратчайшему маршруту на Восток в направлении Синявино на соединение с Волховским фронтом.

## Силы сторон

### СССР
Волховский фронт — ком. генерал армии К. А. Мерецков:
- 2-я ударная армия — ком. генерал-лейтенант Н. К. Клыков,
- 8-я армия — ком. генерал-лейтенант Ф. Н. Стариков
- 14-я воздушная армия — ком. генерал-лейтенант авиации И. П. Журавлёв.

Ленинградский фронт — ком. генерал-лейтенант Л. А. Говоров
- Невская оперативная группа — ком. генерал-майор Д. Н. Гусев[15]
- 55-я армия — ком. генерал-лейтенант В. П. Свиридов
- 13-я воздушная армия — ком. генерал-лейтенант С. Д. Рыбальченко.

### Германия
Группа армий «Север» — ком. генерал-фельдмаршал Георг фон Кюхлер:
- 18-я армия — ком. генерал кавалерии Георг Линдеман
- 11-я армия — ком. генерал-фельдмаршал Эрих фон Манштейн
- 1-й воздушный флот — ком. генерал-полковник Альфред Келлер.

## Ход боевых действий

### Отвлекающие операции советских войск
Для того чтобы отвлечь внимание противника от участка фронта, где предполагалось нанести главный удар, в июле — августе советские войска провели ряд частных операций на второстепенных направлениях.
На Ленинградском фронте 42-я армия 20 июля — 26 августа вела активные боевые действия в районе Урицка, а 55-я армия 23 июля — 4 августа предприняла наступление вдоль шоссе Ленинград — Москва. Несмотря на длительные и ожесточённые бои, советские войска сумели добиться лишь локальных успехов. Так, 85-я, 21-я стрелковые дивизии и 1-я Краснознамённая танковая бригада 42-й армии сумели освободить Старо-Паново, а 284-я стрелковая дивизия и 220-я танковая бригада 55-й армии — Путролово и Ям-Ижору.

### Усть-Тосненская операция
Согласно намеченному плану, первыми операцию начали соединения 55-й армии Ленинградского фронта. Перед советскими частями стояли задачи форсировать реку Тосна, овладеть посёлками Ивановское и Усть-Тосно, а также железнодорожным и автомобильным мостами. Успешное осуществление этого замысла создало бы благоприятные условия для развития дальнейшего наступления на Мгу и Синявино.
19 августа части 268-й стрелковой дивизии и 86-го отдельного танкового батальона (21 танк) после мощной артиллерийской и авиационной подготовки перешли в наступление. Одновременно на восточном берегу реки Тосна в районе Ивановского был высажен десант катерами Балтийского флота. Изначально советским войскам сопутствовал успех: были освобождены Усть-Тосно и Ивановское, а передовые части достигли станции Пелла. Однако развития наступление не получило. Вскоре противник, подтянув резервы, при поддержке авиации и артиллерии перешёл в контрнаступление, отбил Усть-Тосно и практически восстановил прежнюю линию фронта. Не изменил ситуацию в пользу советских войск и ввод в бой резервов: 43-й, 85-й и 136-й стрелковых дивизий. К 8 сентября соединениям 55-й армии удалось отстоять небольшой плацдарм на правом берегу реки Тосна и половину деревни Ивановское (так называемый «Ивановский пятачок»).

### Наступление Волховского фронта
Главный этап операции начался 27 августа, когда после более чем двухчасовой артиллерийской подготовки перешла в наступление 8-я армия Волховского фронта, нанося главный удар на стыке обороны 227-й и 223-й немецких пехотных дивизий на участке Гонтовая Липка — Тортолово.
В первые дни наступления дивизии 6-го гвардейского стрелкового корпуса преодолели реку Чёрную, прорвали немецкую оборону и начали развивать наступление на Синявино. Наибольшего успеха добились части 265-й стрелковой дивизии, овладевшие опорными пунктами противника в Тортолово и 1-м Эстонском посёлке, и 19-й гвардейской стрелковой дивизии, которая продвинулась на запад на 6 километров и вышли на подступы Синявино к 29 августа.
В то же время, прикрывая наступление основных сил армии с флангов, 3 стрелковые дивизии пытались расширить зону прорыва. Так, 128-я стрелковая дивизия сумела захватить Рабочий посёлок № 8 на правом фланге наступления, а 11-я стрелковая дивизия овладела опорным пунктом Мишкино на левом фланге. Несмотря на это, немецкие войска, сумев удержать в своих руках ряд важных опорных пунктов на флангах прорыва, заняли жёсткую оборону и тем самым сковали значительные силы советских войск, что значительно ослабило основной удар. Особенно ожесточённые бои развернулись за опорный пункт в роще «Круглая», который запирал едва ли не единственную дорогу в этой местности с твёрдым покрытием — Архангельский (Путиловский) тракт. Фронтальными атаками взять этот опорный пункт, где держал оборону 366-й полк 227-й пехотной дивизии, не удалось. Бойцы 3-й гвардейской стрелковой дивизии, обойдя рощу «Круглую» с фланга, неоднократно перехватывали дорогу Синявино — Гонтовая Липка, блокируя тем самым этот опорный пункт, но противник своими контратаками из Рабочего Посёлка № 7 всякий раз восстанавливал связь с окружённым гарнизоном, что позволяло ему удерживать это важнейший узел обороны.
Вскоре немецкое командование сумело перебросить к месту прорыва части 170-й пехотной, 12-й танковой, 5-й горнопехотной и 28-й лёгкой пехотной дивизий, а также 4 новейших танка «Тигр» из состава 1-й роты 502-го тяжёлого танкового батальона. Кроме того, немецкая авиация резко активизировала свои действия и до конца операции захватила господство в воздухе. Таким образом, сопротивление противника войскам 8-й армии резко возросло, и наступление застопорилось. Советские танки и пехота, оказавшись без артиллерийской и авиационной поддержки, несли большие потери. Так, за первые пять дней операции 8-я армия потеряла 16 185 человек убитыми и ранеными.
В сложившихся условиях командующий фронтом 1 сентября был вынужден раньше намеченного срока ввести в бой второй эшелон — 4-й гвардейский стрелковый корпус, которому была поставлена задача выйти к Неве у пос. Анненское. При поддержке танкистов 98-й бригады частям 4-го корпуса, наступая через лесной массив между Синявино и Мгой, удалось к 4 сентября продвинуться вперёд на 9 километров от первоначальной линии фронта. Частям корпуса оставалось пройти до Невы всего около 6 километров, но немецкое командование усилило оборону на этом направлении подразделениями 121-й и 96-й пехотных дивизий и остановило дальнейшее наступление советских войск.
Все это время продолжались ожесточённые бои на флангах образовавшегося прорыва. На левом фланге общего наступления, 7 сентября частями 327-й и 286-й стрелковых дивизий удалось овладеть опорным пунктом Вороново, но на правом фланге немецкие войска продолжали удерживать опорные пункты в роще «Круглая» и рабочем посёлке № 7.
Желая изменить ситуацию в свою пользу, командование Волховского фронта провело перегруппировку сил: некоторые дивизии первого эшелона были выведены в тыл, а их место заняли части из резерва фронта. Вместе с тем, была достигнута договорённость с командованием Ленинградского фронта о ведении с 9 сентября одновременного наступления навстречу друг другу.
9 сентября был введён в бой третий эшелон Волховского фронта —2-я ударная армия, командованию которой были переподчинены 4-й и 6-й гвардейские корпуса, с задачами разгромить синявинскую группировку противника и стремительным ударом в направлении Анненское выйти к восточному берегу Невы на соединение с войсками Ленинградского фронта. Выполнить поставленную задачу было практически невозможно, поскольку в составе 2-й ударной армии к началу наступления было всего одна стрелковая дивизия и одна стрелковая бригада, а переподчинённые ей части к этому моменту понесли значительные потери. Несмотря на это войска Волховского фронта продолжали попытки развить наступление, но так и не добились существенных результатов. Операция Невской оперативной группы также не достигла поставленной цели.

### Контрудар немецких войск

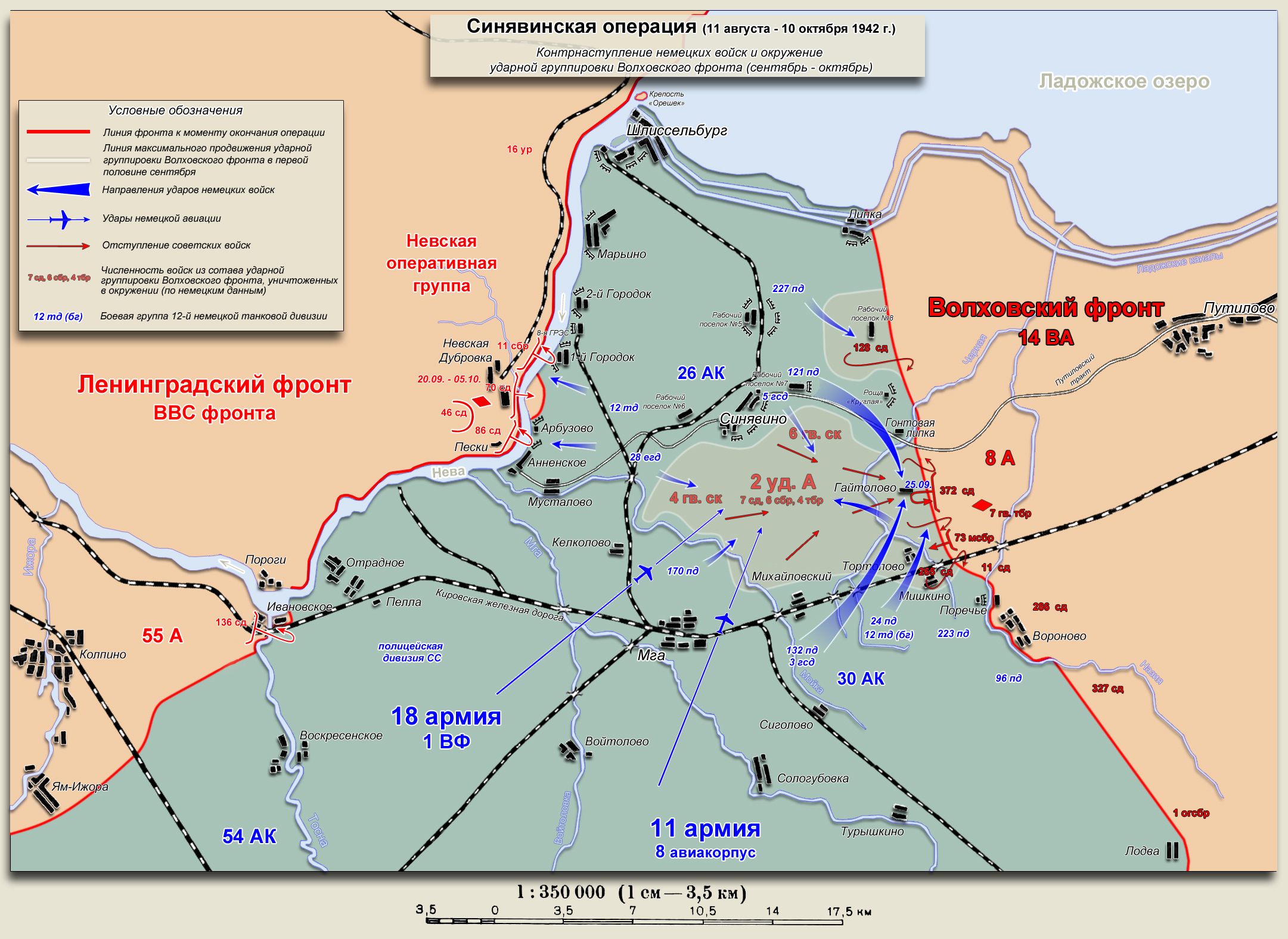
Контрнаступление немецких войск

В начале сентября 1942 года немецкому командованию стало очевидно, что советское наступление может поставить операцию «Северное сияние» под угрозу срыва. Кроме того, создалась реальная угроза окружения немецких войск в районе шлиссельбургско-синявинского выступа. 4 сентября А. Гитлер приказал Манштейну взять командование немецкими войсками, которые действовали против Волховского фронта, на себя, для того «чтобы избежать катастрофы» и «энергичными мерами восстановить положение».
В течение нескольких следующих дней немецкие войска, получив значительные подкрепления, фактически остановили наступление советских войск и уже 6-10 сентября начали наносить контрудары, желая вернуть утраченные позиции. Первоначально все атаки были отбиты, но немецкие части продолжали упорно наносить удары с разных сторон и к 20 сентября загнали атакующие советские части на узкий выступ, протянувшийся от Синявино до Гайтолово. Одновременно немецкое командование готовило более мощный удар с севера и юга, чтобы окружить советские войска прямо у основания прорыва.
Для осуществления этого плана были сформированы две группировки: с юга предстояло наступать 30-му армейскому корпусу (24-я, 132-я, 170-я пехотные дивизии и 3-я горнопехотная дивизия, переброшенная из Прибалтики), а с севера — 26-му армейскому корпусу (121-я пехотная, 5-я горнопехотная и 28-я лёгкая пехотная дивизия).
21 сентября немецкие войска атаковали позиции 4-го гвардейского стрелкового корпуса севернее Мги. Затем встречными ударами 30-го армейского корпуса из района Сологубовка — пос. Михайловский и 26-го армейского корпуса из района роща «Круглая» — Рабочий посёлок № 7 немецкие войска окружили большую часть сил 2-й ударной и 8-й армий, соединившись в районе Гайтолово 25 сентября. Попытка прорвать кольцо окружения и отбить, захваченные противником, Гайтолово и Гонтовую Липку предприняла 372-я стрелковая дивизия, но выполнить поставленную задачу не смогла.
Несмотря на тяжелейшее положение, командование Волховским фронтом, не имея объективной информации о положении окружённых частей, представляло Ставке ВГК откровенно лживую информацию и делало вид, что ничего особенного не произошло. Только 27 сентября был отдан приказ всем частям, находившимся западнее реки Чёрная, отступить на исходные рубежи.
Ставка ВГК своей директивой от 29 сентября в категорической форме приказала командующему Волховским фронтом установить истинное положение окружённых частей и приложить все усилия для того чтобы вывести части 2-й ударной армии из окружения.
В срочном порядке было организовано несколько деблокирующих групп из пехотных резервов фронта и 7-й гвардейской танковой бригады, которые наносили удары по немецким позициям и, таким образом, способствовали выходу из окружения некоторых частей и отдельных групп бойцов. Особенно героически действовала 73-я морская стрелковая бригада, которая до начала октября удерживала небольшой коридор у Тортолово, не давая сомкнуться немецким клиньям полностью.
В результате предпринятых мер и благодаря тому, что сплошная линия фронта ещё не образовалась, значительная часть 2-й ударной и 8-й армий смогла выйти из окружения 29—30 сентября. Отдельные группы бойцов продолжали выходить из окружения через болота и торфяники до 2 октября. Согласно докладу штаба Волховского фронта начальнику Генерального Штаба Красной Армии от 10 октября к моменту отдачи приказа на отход западнее реки Чёрная находились 11 981 солдат и командир из состава 2-й ударной и 8-й армий. Из окружения вышли к 1 октября 7292 человека, а 4697 погибли или пропали без вести.
Согласно же немецким данным потери советских войск были гораздо более значительными. Так, Э. Манштейн в своих воспоминаниях утверждал, что к 2 октября значительная часть ударной группировки Волховского фронта была уничтожена, главным образом непрерывным артиллерийским огнём и атаками авиации:

Со стороны противника в этом сражении участвовала 2 ударная армия, состоявшая не менее чем из 16 стрелковых дивизий, 9 стрелковых бригад и 5 танковых бригад. Из них в котле было уничтожено 7 стрелковых дивизий, 6 стрелковых бригад и 4 танковые бригады. Другие соединения понесли огромные потери во время безуспешных атак с целью деблокирования окруженных сил. Нами было захвачено 12 000 пленных, противник потерял свыше 300 орудий, 500 миномётов и 244 танка. Потери противника убитыми во много раз превышали число захваченных пленных.

Опасаясь возможного продолжения немецкого наступления, 3 октября Ставка ВГК приказала командующему Волховским фронтом не проводить никаких частных наступательных операций, «прочно оборонять занимаемые рубежи и приводить войска в порядок».

### Боевые действия Невской оперативной группы

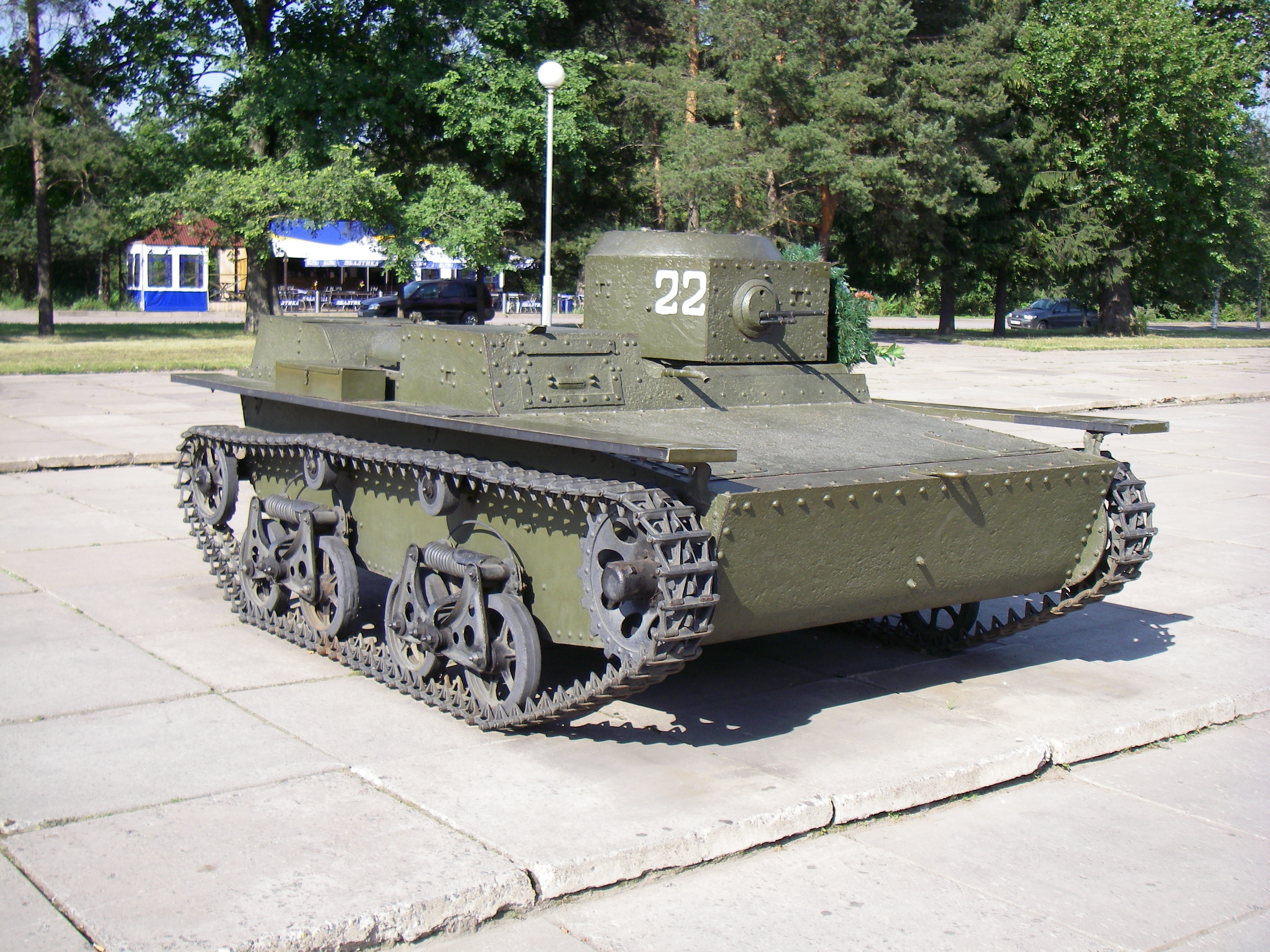
Танк Т-38, музей «Прорыв блокады Ленинграда». Танк затонул в сентябре 1942 года и был поднят со дна Невы в 2005 году

Согласно плану советского наступления в начале сентября Невской оперативной группе предстояло форсировать Неву на участке Анненское — 1-й Городок и наступать в направлении Синявино для соединения с войсками Волховского фронта. Выполнение поставленной задачи осложнялось тем, что в апреле немецкие войска ликвидировали «Невский пятачок» и, таким образом, советские войска к началу осени не имели плацдарма на левом берегу реки.
Первая попытка форсировать Неву была предпринята советскими войсками 9 сентября. Соединения 86-й, 46-й стрелковых дивизий при поддержке 11-й стрелковой бригады и 70-й стрелковой дивизии, форсировав реку, вклинились во вражескую оборону, но добиться существенного успеха не сумели. Уже 12 сентября своей директивой Ставка ВГК приказала прекратить операцию, «так как Ленинградский фронт оказался неспособен толково организовать форсирование Невы и своими действиями глупо загубил большое количество командиров и бойцов». На подготовку нового наступления войскам Невской оперативной группы отводилось две недели. Согласно докладу командующего Ленинградским фронтом потери в ходе неудачной операции составили 738 человек убитыми и 2254 ранеными.
Вторая попытка форсировать Неву была предпринята в конце сентября, когда войска Волховского фронта уже прекратили наступление и, более того, оказались в окружении. Несмотря на это, Невской оперативной группе была поставлена задача силами 86-й, 46-й, 70-й стрелковых дивизий и 11-й стрелковой бригады при поддержке 90 танков форсировать Неву на участке Пески — Выборгская Дубровка, прорвать оборону противника и соединиться с частями Волховского фронта.
На левом берегу Невы в этом районе немецкие войска занимали оборону, опираясь на целый ряд мощных опорных пунктов в населённых пунктах Анненское, Арбузово, 1-й Городок, а также в здании 8-й ГРЭС.
В первый день операции 26-го сентября советские пехотные части при поддержке плавающих танков Т-38 сумели захватить несколько плацдармов у Московской Дубровки, Арбузово и Анненского. Немецкому командованию пришлось усилить оборону на этом направлении, перебросив сюда часть сил 12-й танковой дивизии и 28-ю лёгкую пехотную дивизию из района Синявино, что несколько облегчило положение войск Волховского фронта.
Советские войска несли большие потери (только за период с 26 по 29 сентября потери 86-й, 70-й стрелковых дивизий и 11 стрелковой бригады составили 8244 человека), но развить наступление так и не смогли, даже несмотря на то, что на левый берег Невы с 30 сентября по 3 октября удалось переправить 26 танков. Более того, части 12-й танковой дивизии сумели ликвидировать советские плацдармы в районе Анненского и Арбузово.
5 октября 1942 года Ставка ВГК своей директивой № 170638 приказала операцию прекратить и отвести основные силы на правый берег Невы, что было успешно осуществлено к 10 октября. В руках советских войск остался лишь небольшой плацдарм в районе Московской Дубровки, на котором закрепилась одна рота из состава 70-й стрелковой дивизии. С 20 октября 1942 года по январь 1943 года воссозданный «Невский пятачок» оборонял батальон 314-го полка 46-й стрелковой дивизии.

## Итоги операции
Боевые действия, развернувшиеся в районе Ленинграда в августе-сентябре 1942 года, оказали весьма существенное влияние на весь дальнейший ход войны. Решение Гитлера перебросить 11-ю армию для усиления группы армий «Север» значительно ослабило немецкое наступление на южном направлении, что в конечном итоге стало одной из причин поражений немецких войск в Сталинградской битве и на Северном Кавказе.
Более того, немецким войскам не удалось реализовать свой наступательный план по захвату Ленинграда. Для того чтобы сдержать советское наступление, а затем нанести контрудар, пришлось использовать дивизии, предназначенные для операции «Северное сияние». Не имея возможности выделить людские и материальные ресурсы, необходимые для восполнения потерь, немецкому командованию пришлось отложить операцию по захвату города на неопределённый срок.
Таким образом, советские войска Волховского и Ленинградского фронтов в августе-октябре 1942 года своими активными действиями сковали значительные силы противника и не позволили провести операцию по захвату Ленинграда. Вместе с тем, основную задачу операции — прорвать блокаду — выполнить не удалось.

## Потери

### СССР
Согласно статистическому исследованию «Россия и СССР в войнах XX века» потери Ленинградского фронта (Невская оперативная группа, 67-я и 13-я воздушная армии), Волховского фронта (2-я ударная армия, 8-я и 14-я воздушная армии), Балтийского флота и Ладожской военной флотилии с 19 августа по 10 октября 1942 года составили 113 674 человека (из них 40 085 — были убиты, пропали без вести, попали в плен).
Приведённые данные, возможно, не являются полными. Так, в вышеуказанном исследовании не приводятся (или не учитываются) потери 55-й армии, непосредственно участвовавшей в операции, а 67-я армия, указанная как участвовавшая в операции, была образована на основе Невской оперативной группы согласно директиве Ставки ВГК № 994233 от 9 октября 1942 года. Кроме того, документы штаба Волховского фронта о потерях войск, участвовавших в операции, крайне противоречивы. Так, по одним данным только с 27 августа по 1 октября ударная группировка фронта потеряла 98 080 человек, а по другим данным за тот же период только стрелковые соединения потеряли 85 166 человек.
Все это даёт основания утверждать, что общие потери двух фронтов в операции (включая потери 55-й армии) составили примерно 130—160 тыс. солдат и офицеров убитыми, ранеными и пропавшими без вести.

### Германия
По данным оперативного отдела штаба группы армий «Север» с 28 августа по 30 сентября потери немецких войск составили 671 офицер и 25 265 унтер-офицеров и рядовых (из этого числа 4893 убитыми). С другой стороны документы федерального военного архива в г. Фрайбург (ФРГ) утверждают, что за 20 августа — 10 октября 1942 года общие потери 11-й и 18-й немецких армий составили 41 164 человек, из них 7911 убито, 31713 ранено, 1540 пропало без вести/пленено. Возможно, обе цифры не вполне точно отражают потери немецких войск в сражении, поскольку учитывают потери в боях на других участках фронта (например, на Киришском плацдарме) или наоборот не учитывают потери, понесённые в октябрьских боях. По мнению историка В. А. Мосунова потери немецких войск в Синявинской операции составили примерно 35 тыс. человек убитыми, ранеными и пропавшими без вести.
Согласно советским данным, потери немецких войск были более значительными: убито, ранено и пленено 51,7 тыс. солдат и офицеров, уничтожено 260 самолётов, 197 танков, 144 орудия и 300 миномётов, захвачено 7 танков, 72 орудия, 105 миномётов. Впоследствии в мемуарах Мерецкова и в ряде официальных изданий численность потерь противника увеличилась до «около 60 000 человек».

## Отличившиеся воины
За проявленные мужество и героизм воинам, участвовавшим в операции, были присвоены звания Героя Советского Союза:
- Банифатов Иван Сергеевич
- Борзов Иван Иванович
- Волкенштейн Сергей Сергеевич
- Гречишкин Василий Николаевич
- Гуцало Александр Семёнович
- Жильцов Василий Маркович
- Ковалёв Константин Федотович
- Коваленко Анатолий Яковлевич
- Кузьменко Николай Иванович
- Павлов Павел Иванович
- Семак Павел Иванович
- Тузов Михаил Филиппович
- Ульяновский Георгий Георгиевич
- Черненко Василий Иванович
- Шалимов Владимир Егорович
- Шишкань Илья Минович

## Памятники и мемориалы

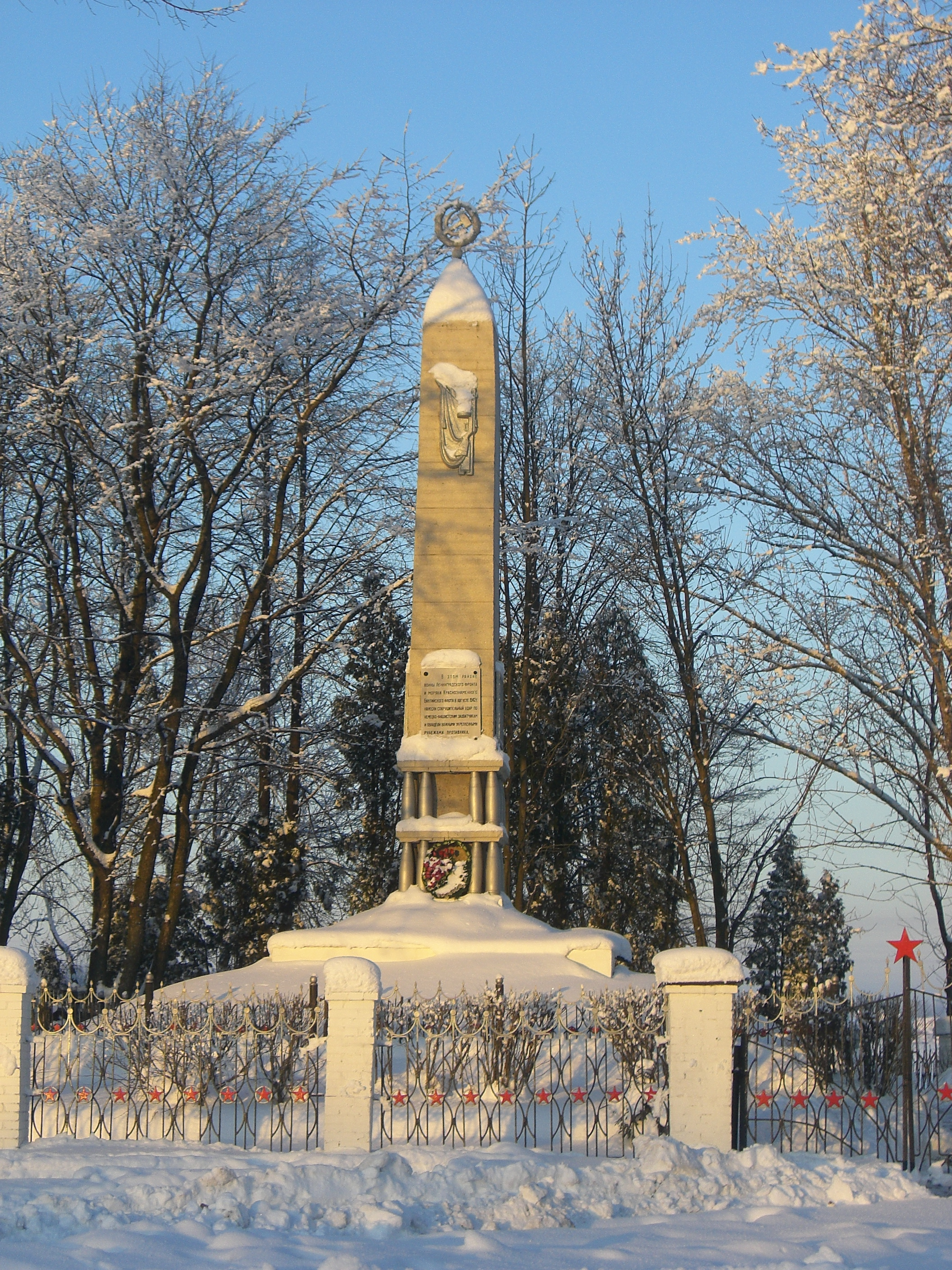
Обелиск на Ивановском пятачке
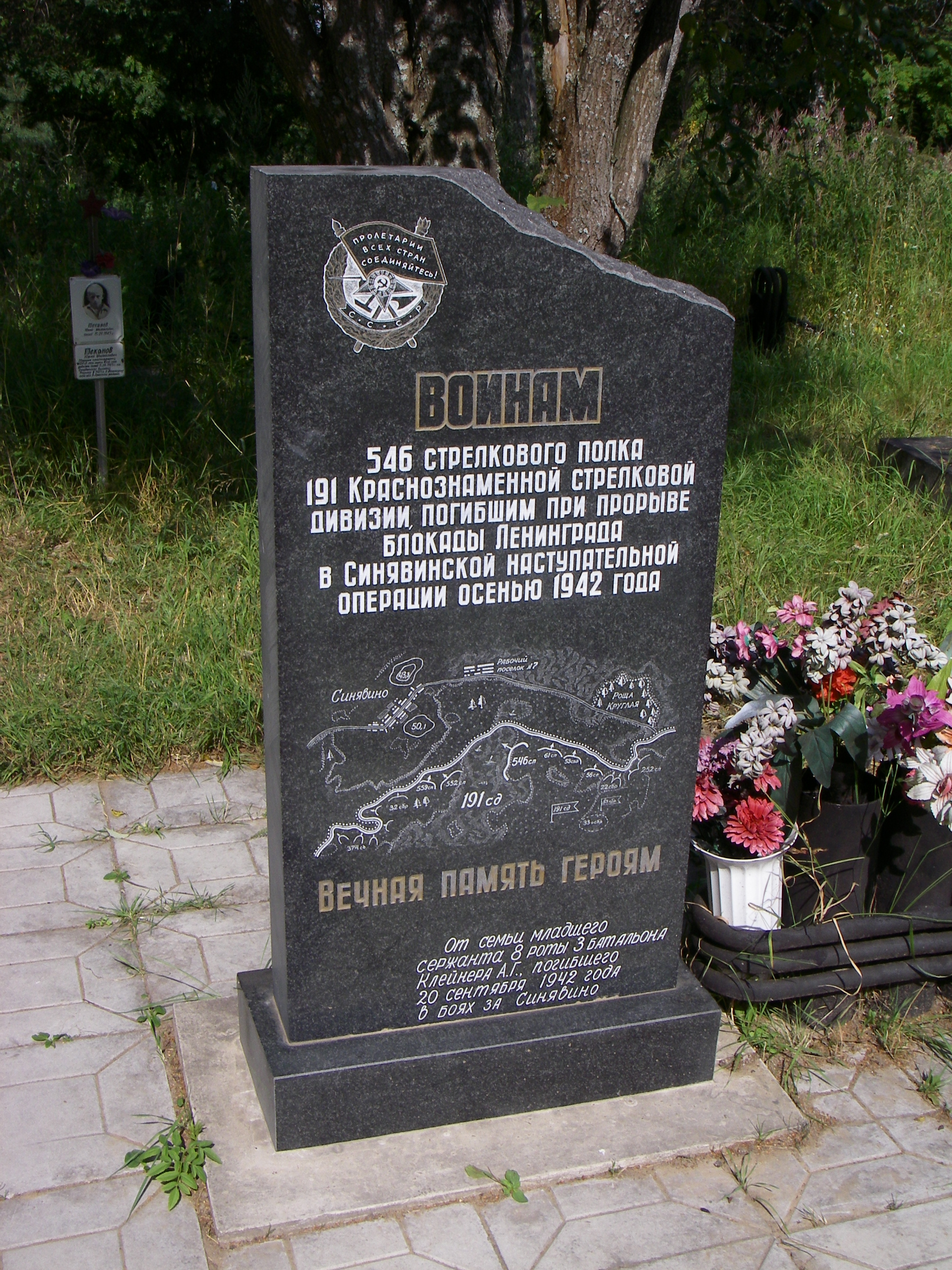
Обелиск воинам 546-го стрелкового полка 191-й стрелковой дивизии
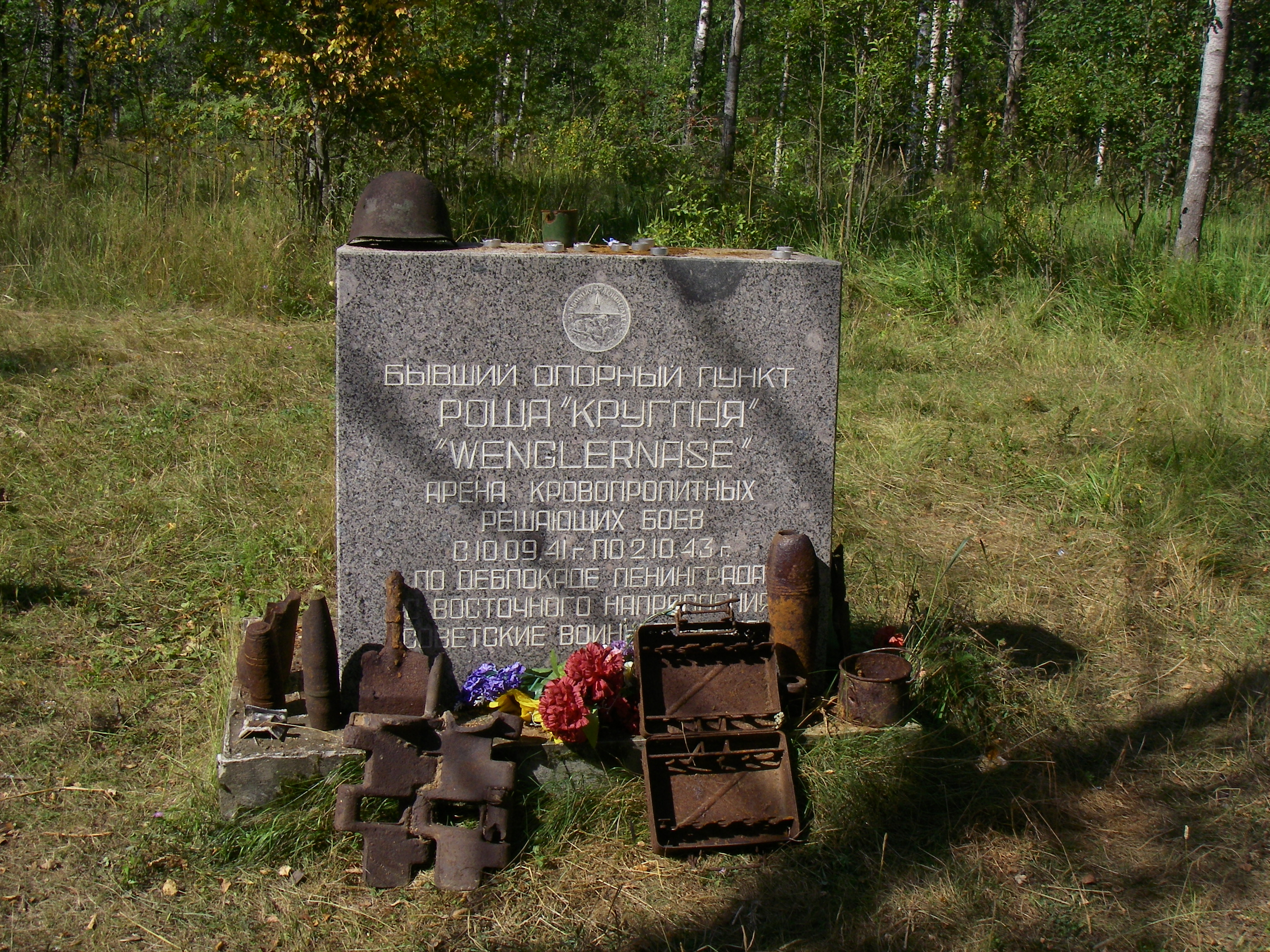
Обелиск на месте бывшего немецкого опорного пункта в роще «Круглая» («нос Венглера»[31])

### Документы
- Блокада Ленинграда в документах рассекреченных архивов / Под ред. Н. Л. Волковского. — СПб.: Полигон, 2005. — 766 с.

Директивы Ставки Верховного Главнокомандования
- Директива Ставки ВГК № 170610 от 12.09.1942 г.
- Директива Ставки ВГК № 170629 от 29.09.1942 г.
- Директива Ставки ВГК № 170639 от 05.10.1942 г.
- Директива Ставки ВГК № 170637 от 06.10.1942 г.
- Директива Ставки ВГК № 170637 от 06.10.1942 г.

Планы фронтовых операций
- План Военного совета Волховского фронта на наступательную операцию на Мгинско-Синявинском направлении от 03.08.1942 г.

Фронтовые донесения
- Боевое донесение командующего войсками Волховского фронта № 032 от 01.10.1942 г.
- Донесение штаба Волховского фронта начальнику Генерального Штаба Красной Армии от 10.10.1942 г.

### Мемуары
- Манштейн Э. Утерянные победы / Сост. С. Переслегин, Р. Исмаилов. — М.: АСТ, 1999. — 896 с.
- Мерецков К. А. На службе народу. — М.: Политиздат, 1968.
- Синявино, осень сорок второго: Сборник воспоминаний участников Синявинской наступательной операции. — СПб.: Центрполиграф, 2005. — 364 с. — ISBN 5–7325–0867–8.
- Стахов Х. Трагедия на Неве. Неизвестные страницы блокады Ленинграда. 1941-1944 / Пер. Ю.М. Лебедева. — М.: Центрполиграф, 2012. — 382 с. — ISBN 978-5-227-03928-6.
- Морозов Д. А. О них не упоминалось в сводках. — М.: Воениздат, 1965.
- Кошевой П. К. 24-я гвардейская стрелковая дивизия в Синявинской операции. // Военно-исторический журнал. — 1977. — № 3. — С.56-65.; № 4. — С.50-57.

### Исторические исследования
- Гладыш С. А. Упредили противника и отстояли Ленинград: Наступательная операция войск Волховского и Ленинградского фронтов в Южном Приладожье (август-сентябрь 1942 г.) // Военно-исторический журнал. — 1998. — № 5. — С.12—15.
- Гланц Д. Битва за Ленинград. 1941—1945 / Пер. У. Сапциной. — М.: Астрель, 2008. — 640 с. — ISBN 978-5-271-21434-9.
- Мосунов В. А. Битва за Синявинские высоты. Мгинская дуга 1941—1942 гг. — М.: Яуза-каталог, 2015. — 320 с. — ISBN 978-5-906716-38-5.
- Мощанский И. Б. Прорыв блокады Ленинграда. Эпизоды великой осады. 19 августа 1942 — 30 января 1943 года. — М.: Вече, 2010. — 184 с. — ISBN 978-5-9533-5289-5.
- Синявинская операция 1942 // Великая Отечественная война, 1941—1945 : энциклопедия / под ред. М. М. Козлова. — М. : Советская энциклопедия, 1985. — С. 652. — 500 000 экз.
- Шигин Г. А. Битва за Ленинград: крупные операции, «белые пятна», потери / Под ред. Н. Л. Волковского. — СПб.: Полигон, 2004. — 320 с. — ISBN 5-17-024092-9.